# Parc national de Saïliouguem
Le parc national de Saïliouguem (en russe : Сайлюгемский национальный парк) se trouve dans la région montagneuse aux confins des frontières de la Russie, du Kazakhstan, de la Mongolie et de la Chine dans les montagnes de l'Altaï, en Asie centrale. En raison de son éloignement et de sa position à la confluence de zones montagneuses, de steppes, de déserts et de forêts, le parc est une réserve naturelle d'importance mondiale pour la biodiversité. 
Le parc a été officiellement créé en 2010-2012 dans le but particulier de protéger le mouton de montagne de l'Altaï (argali), espèce vulnérable, et la rarissime panthère des neiges, en danger d'extinction. Les monts Saïliouguem sont une crête de l'Altaï, et s'étendent au nord-est des monts Saïan. Sur le plan administratif, le parc est situé dans le raïon de Koch-Agatch de la république de l'Altaï. Bien que l'écotourisme soit encouragé, la visite du parc exige actuellement des laissez-passer spéciaux de l'administration et les activités sont restreintes à quelques routes et pistes autorisées,.

## Topographie
La topographie du parc de Saïliouguem est montagneuse ; les sommets les plus élevés culminent jusqu'à 3 621 m, avec des glaciers sur les plus hautes crêtes. Dans l'ensemble, l'Altaï est un haut plateau de montagne, qui est profondément entaillé par les vallées des rivières ; à certains endroits, elle prend l'apparence de collines ou de steppe. Le parc couvre une surface de 1 118 km2. La rivière Argout traverse le territoire. L'étage nival se trouve de 2 300 mètres à 3 200 mètres.
Alors que les secteurs de Saïliouguem et Oulandryk ont été occupés par l'Homme depuis des millénaires — avec le pâturage et la chasse —, le secteur de l'Argout, moins accessible, est resté relativement intact. Les montagnes de l'Altaï sont à la limite nord de la région tectonique touchée par la collision de l'Inde en Asie ; il s'agit donc d'une zone sismique active, avec un tremblement de terre majeur récemment, celui de 2003. Les types de roches dans les montagnes sont généralement des granites et schistes métamorphiques.

## Climat et écorégion
Le climat du parc de Saïliouguem est de type froid semi-aride (classification climatique de Köppen BSk), typique d'une zone continentale éloignée de grandes étendues d'eau. Les étés sont doux et secs, les hivers froids et secs. Dans Koch-Agatch, la ville la plus proche, la moyenne annuelle de la température est de -1.6 °C, avec une moyenne de 5,5° (« Climate Data, Kosh-Agach », climate-data.org)
Le parc de Saïliouguem appartient à l'écorégion appelée Altaï-Saïan, une des régions les plus insolites et les plus diversifiées de la planète, avec une mosaïque de montagnes, steppes, forêts, déserts, et d'autres habitats.

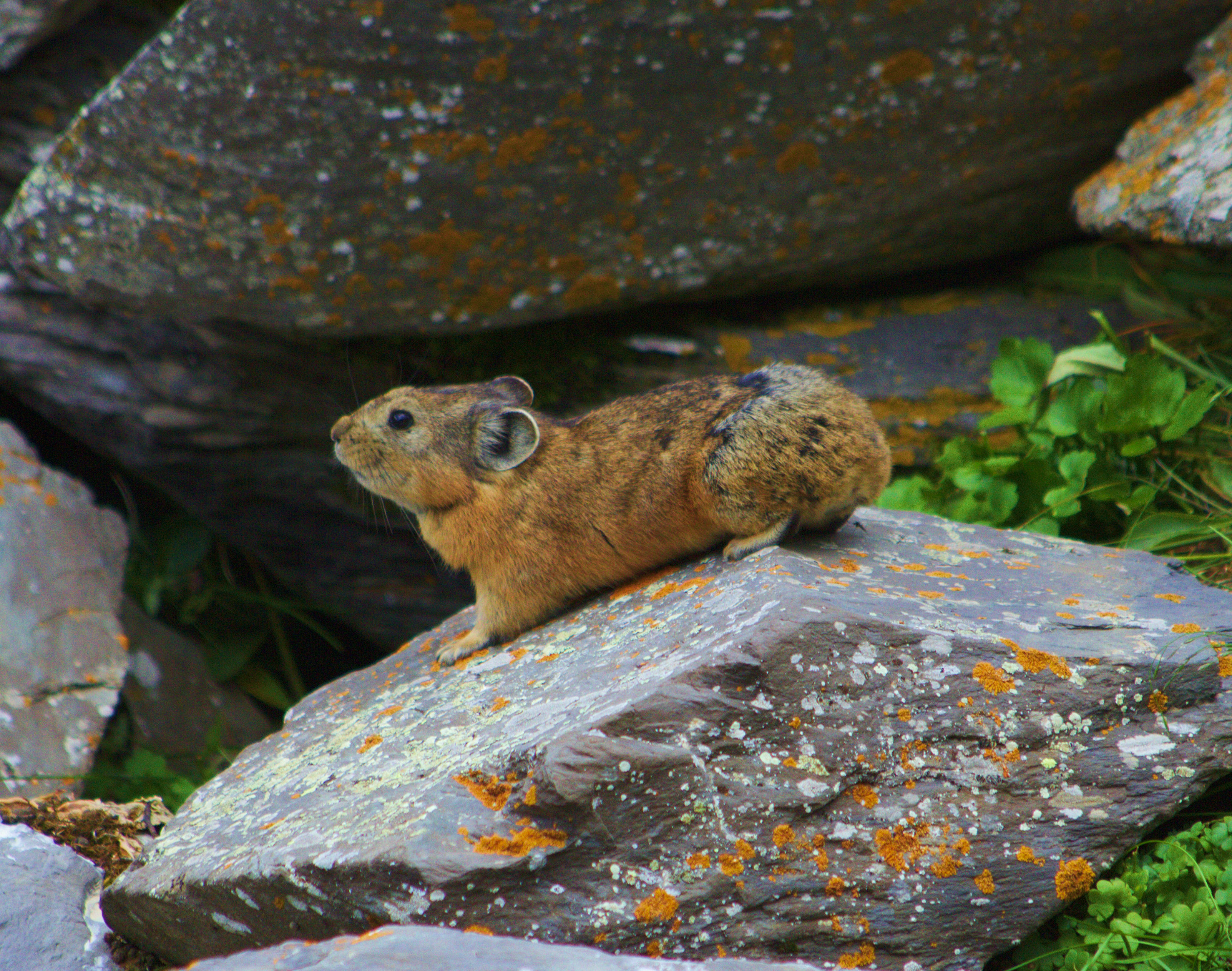
Pika de l'Altaï, monts Saïliouguem.
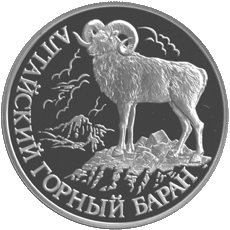
Mouton de montagne de l'Altaï, sur le côté face de la pièce de monnaie de 1 rouble.

L'eau douce de l'écorégion est plutôt pauvre en espèces ; seulement deux espèces de poissons : l'ombre commun de l'Arctique (Thymallus arcticus) et la barbotte des Alpes (Cottus poecilopus) se trouvent dans les zones de montagne et quatre autres espèces dans les lacs et les rivières en bas des hauts plateaux. Il n'y a pas d'espèces endémiques. Les rivières du territoire appartiennent au bassin versant de l'Ob, mais l'écosystème aquatique du parc semble être essentiellement distinct de celui de l'Ob. Les rivières et les ruisseaux de la région ont des débits élevés et rapides. En raison de l'éloignement de la région, l'écosystème d'eau douce est encore mal étudié.

## Plantes
Jusqu'à présent, les scientifiques ont enregistré 722 espèces de plantes vasculaires appartenant à 66 familles et 232 genres ; 20 espèces de plantes sont classées comme vulnérables en Russie. Le secteur de l'Argout est plus alpin (mélèze, épicéa, sapin, bouleau, peuplier, pin) et est caractéristique de la toundra alpine.

## Animaux

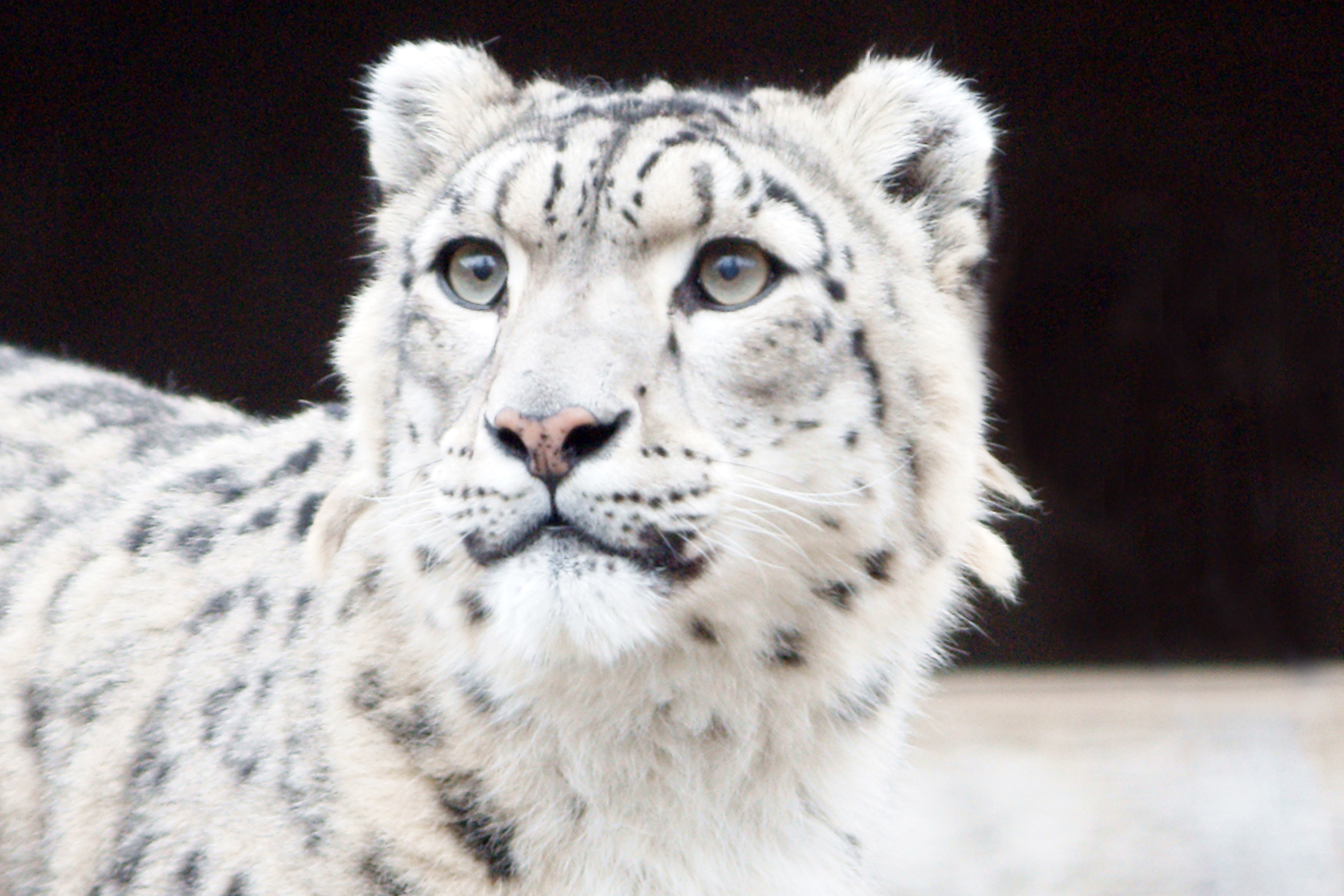
Léopard des neiges au zoo de Moscou.

Le léopard des neiges est un objectif principal des efforts de conservation du parc. Environ 15 à 20 spécimens vivent dans le territoire, et 50 à 60 autres dans les zones tampons. Ils vivent à des altitudes élevées dans les rochers, bien adaptés à leur habitat par leurs corps trapus et une épaisse fourrure. Le parc de Saïliouguem est à la limite nord de leur aire de répartition. Une proie principale du léopard des neiges est la chèvre de montagne de l'Altaï-Saïan (ibex), dont le nombre est estimé à  3 200-3 700 individus dans le parc. En 2015, les scientifiques ont trouvé des preuves d'un rarissime ours de Saïliouguem, que l'on pensait éteint dans la région depuis 30 ans. Le parc de Saïliouguem est le centre de l'aire de reproduction de la chèvre de montagne de Sibérie, avec des groupes transfrontaliers de 500 à 550 individus.
L'habitude de piéger les ongulés comme les cerfs et les wapitis — et notamment le cerf porte-musc qui est braconné pour son musc à l'aide de pièges de fil de fer —, entraîne parfois le piégeage accidentel du léopard des neiges.
La crête est également une zone de reproduction pour l'espèce menacée du faucon sacre, dont le nombre a diminué au cours des dernières années, en raison du braconnage. Dans le sud du parc sont recensées 146 espèces d'oiseaux, dont le pygargue à queue blanche, l'aigle des steppes, l'aigle royal, le gypaète barbu, le vautour moine, le vautour fauve, le faucon pèlerin, le faucon crécerellette, et la tétraogalle de l'Altaï.

## Tourisme
Pour préserver les espèces vulnérables et menacées et les sites culturels, le parc impose des restrictions strictes sur les activités et les déplacements. L'entrée du parc nécessite un laissez-passer des administrateurs du parc, et les visiteurs doivent rester sur les routes et sentiers autorisés.